# Ary Carvalho
Ary Carvalho ou Ary de Carvalho (Birigui, 25 de abril de 1934 — Rio de Janeiro, 4 de julho de 2003) foi um jornalista e empresário brasileiro, criador do jornal Zero Hora, na cidade de Porto Alegre, e, de 1983 até sua morte, presidente do Grupo de Comunicação O Dia, que edita o jornal O Dia, no Rio de Janeiro.
Por muitos anos foi conhecido por Ary de Carvalho. Porém, depois de fazer um teste de numerologia, retirou o "de" do seu nome, passando a assinar apenas "Ary Carvalho".

## Início profissional e o jornalÚltima Hora
Ary de Carvalho mudou-se para São Paulo aos 14 anos. Em 1955, já trabalhava no jornal do bairro onde morava, a Folha de Pinheiros. No bar Ponto Chic, reduto da boemia paulista na época, conheceu um fotógrafo da Última Hora – de Samuel Wainer – que havia documentado um casamento celebrado pelo rito maçom e precisava de texto para complementar a reportagem. Ary comprou dois livros sobre o assunto, observou as fotos e foi para a máquina de escrever. Desta forma, Ary de Carvalho teve sua primeira reportagem assinada em um veículo de comunicação de maior porte: um texto sobre os ritos cerimoniais de casamento na maçonaria, publicado no jornal Última Hora.
Posteriormente foi contratado pelo jornal Última Hora, sediado na cidade do Rio de Janeiro, e ,poco depois, tornou-se chefe de reportagem. Promovido a secretário de redação e depois a diretor, Carvalho aceitou, em 1961, a proposta de Samuel Wainer para dirigir a seção paranaense do jornal, em Curitiba. Aumentou a venda do jornal no Paraná de 6.000 para 23 mil exemplares.

## Atuação no Rio Grande do Sul, o jornal Zero Hora
Depois de aumentar a venda do jornal no Paraná, Ary de Carvalho dirigiu a edição local do Última Hora no Rio Grande do Sul, criada em 6 de maio de 1960. O vespertino, concorrendo diretamente com a Folha da Tarde, revolucionou a imprensa gaúcha, apesar de durar apenas quatro anos. A última edição circulou em 2 de abril de 1964, uma quinta-feira, um dia após o golpe militar. Trazia na capa a chegada do presidente deposto João Goulart a Porto Alegre, descendo de um avião, no Aeroporto Salgado Filho, na companhia da esposa, Maria Teresa, e dos filhos pequenos, João Vicente e Denise. Jango foi até a prefeitura de Porto Alegre, onde se reuniu com o ex-governador Leonel Brizola e o prefeito Sereno Chaise e decidiu não resistir ao golpe, ao contrário do que diz a manchete, e viajou rumo ao exílio no Uruguai. No sábado, 4 de abril, a redação do jornal estava definitivamente fechada.
Foragido durante algumas semanas, em maio de 1964, Ary de Carvalho foi ao Rio de Janeiro visitar Samuel Wainer, que estava exilado na Embaixada do México, para  propor a Wainer a compra da seção gaúcha do Última Hora. Wainer aceitou vender as máquinas de escrever, oito máquinas fotográficas, quatro lambretas, um arquivo fotográfico e dois carros, mas não o título. A partir daí, Ary passou então a negociar com o governo militar a reabertura do jornal. Uma das exigências era de que não poderia ter o mesmo nome. O diagramador argentino Anibal Bendati (1930-2009), professor na PUC-RS e na UFRGS, contou que, na época, projetou dois logotipos, um como Últimas Notícias e outro como Zero Hora, alternativas que lembrassem a Última Hora. Quando o jornal foi lançado, em 4 de maio de 1964, Ary de Carvalho optou pelo nome Zero Hora e a mesma cor azul de seu antecessor. Desta forma, nasceu o tradicional jornal gaúcho Zero Hora   , fundado em 4 de maio de 1964.
Carvalho modernizou o novo jornal, com a construção do atual prédio na Avenida Ipiranga, inaugurado em maio de 1969, junto com a aquisição de uma nova impressora offset a cores. O investimento foi tanto que Ary entrou em crise financeira, na falência pessoal, ele perdeu até o Chevrolet Malibu vermelho que possuía e estacionava na frente do jornal. Em 1970, o controle de Zero Hora passa ao Grupo RBS, de Maurício Sirotsky Sobrinho.

## No Rio de Janeiro: dono do jornalO Dia
Após vender o "Zero Hora" para o atual dono, a Rede Brasil Sul de Comunicações, Carvalho voltou para o Rio de Janeiro. Agora “Ary Carvalho”, sem o “de”, ele recuperou-se financeiramente. Dirigiu O Jornal e, logo após, saiu para ser diretor-editor da Última Hora carioca. Acabou comprando o título deste último jornal, em 1973, com o dinheiro que recebera da venda do Zero Hora,e instalou o jornal num prédio na zona do Cais do Porto do Rio de Janeiro. Mais profissionais foram contratados, e o jornal aumentou sua circulação. Manteve este jornal sob seu controle até 1987.
Em 14 de outubro de 1983 convenceu Chagas Freitas em vender os periódicos sensacionalistas O Dia e A Notícia.  Na época o O Dia vendia 180 mil exemplares nos dias úteis e 300 mil aos domingos. A família de Chagas ainda tentou impedir na justiça a venda, alegando que o ex-governador carioca estava senil, mas a compra acabou sacramentada. O recurso interposto pelos herdeiros de Chagas Freitas foi rejeitado por unanimidade pelos cinco desembargadores do 6º Grupo de Câmaras Cíveis do Tribunal de Justiça do Estado do Rio de Janeiro. Na ação, os herdeiros alegavam que, à época da venda do jornal, em 1983, Chagas estaria em depressão e, portanto, privado de suas faculdades mentais. Afirmavam ainda que o empresário teria vendido o jornal por preço vil, abaixo do que realmente valeria; vendido por US$ 1,6 milhão, valeria pelo menos o dobro.
Sob a direção de Ary Carvalho, O Dia passou por uma reestruturação editorial e gráfica, ganhando qualidade sem perder seu perfil de jornal popular. Nesse período, teve aumento de circulação e vendagem e obteve vários prêmios nas áreas jornalística, administrativa e de marketing. Como diretor de O Dia, Ary Carvalho revolucionou o conceito de jornalismo popular no Brasil, com uma linha de serviço e o caderno de esportes Ataque, que lhe rendeu, inclusive, o Prêmio Esso de projeto editorial. Os jornais Extra, da Infoglobo (também com O Globo), Agora São Paulo do Grupo Folha e o Diário Gaúcho da RBS, sucessos em vendas, seguem hoje esta linha editorial.
Ary Carvalho faleceu em 4 de julho de 2003, às 3h20, por falência de múltiplos órgãos, no Hospital Samaritano, na cidade do Rio de Janeiro. Ele estava internado desde 21 de maio, quando sofreu um derrame cerebral. O seu corpo foi velado na sede do parque gráfico de O Dia, no bairro de Benfica (bairro do Rio de Janeiro). Após a missa, o corpo do jornalista foi conduzido ao Memorial do Carmo, no cemitério do bairro do Caju, onde foi cremado.